# Entourage (Fernsehserie)
Entourage (engl.: Gefolge) ist eine Dramedy-Serie des US-Fernsehsenders HBO. Die Show handelt von der gerade erst beginnenden Hollywood-Karriere des jungen Schauspielers Vincent Chase und seiner Entourage, der Gruppe aus Familie und engsten Freunden aus Vincents Jugend in Queens (New York), die ihm dabei hilft, sich in der ungewohnten Welt Hollywoods zurechtzufinden. Vincents Entourage besteht aus Eric, seinem besten Freund und Manager, Johnny „Drama“ Chase, seinem älteren Halbbruder, der ebenfalls Schauspieler ist, als Seriendarsteller allerdings seine besten Zeiten bereits hinter sich hat, und Turtle, der mit Eric und Vince zur Schule ging. Jeremy Piven spielt Vince’ Agenten Ari Gold; Debi Mazar spielt seine Publizistin Shauna Roberts.
Das Konzept zur Serie stammt von Doug Ellin, bekannt durch die Serie Bonnie (OT: Life with Bonnie). Einer der Produzenten ist der Schauspieler Mark Wahlberg. Viele der Handlungsstränge basieren auf Wahlbergs eigenen Erfahrungen als aufstrebender Schauspieler in Hollywood.

## Handlung

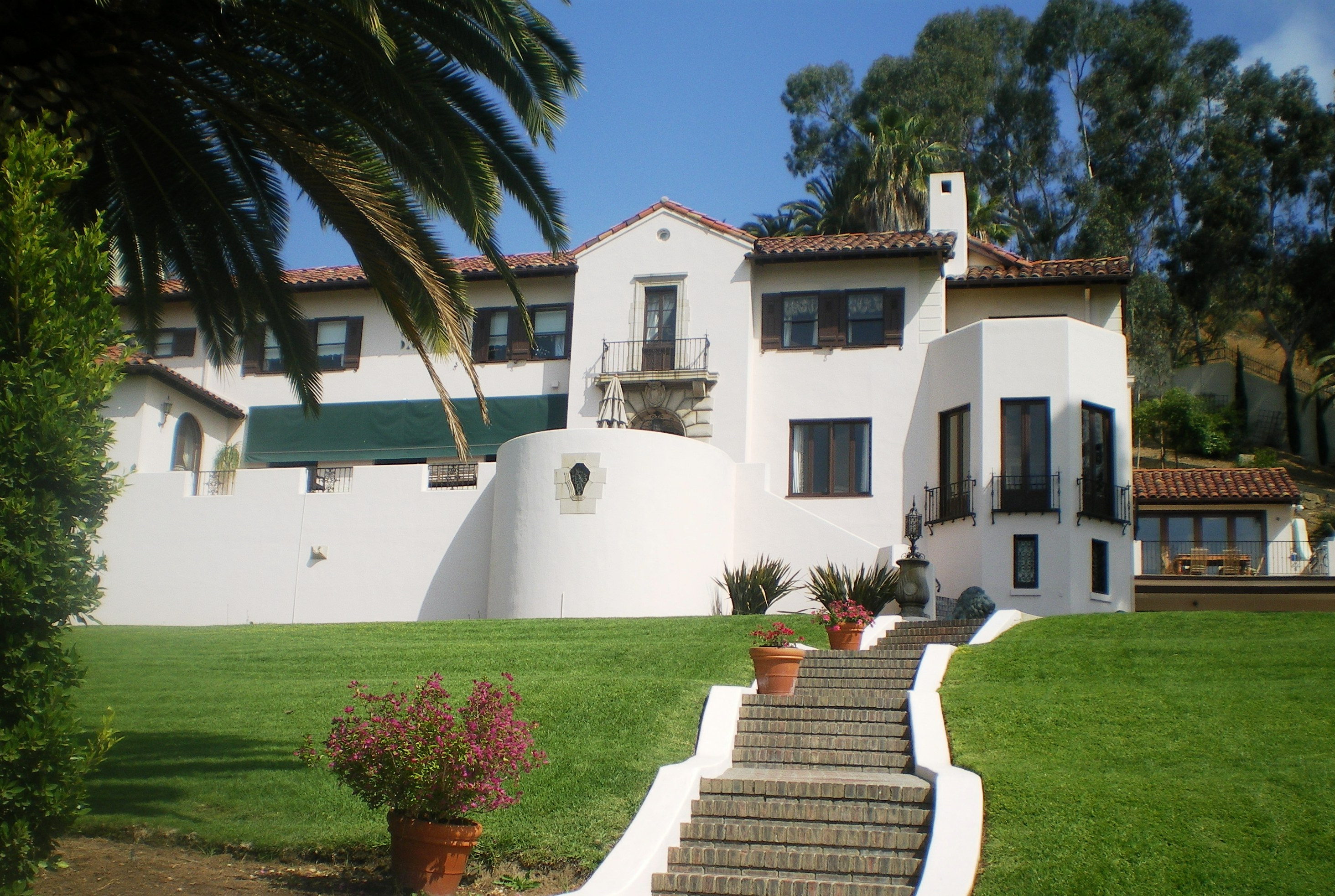
Das Haus der Freunde in der 1. und 6. Staffel

Die Handlung der Serie spielt jeweils zwischen den Dreharbeiten zu den Filmen, in denen Vincent Chase die Hauptrollen übernimmt. Neben der Entwicklung von Vincents Karriere geht es häufig um Alltägliches, zum Beispiel, wen man zur Filmpremiere einlädt, eine Party, Besuch von Jugendfreunden und dergleichen.

## Figuren
Im Zentrum der Serie stehen Vincent Chase und seine Entourage, die Gruppe seiner ständigen Begleiter. Hinzu kommen Ari Gold als Vincents Agent und seine Publizistin Shauna Roberts.

### Hauptfiguren

#### Eric „E“ Murphy

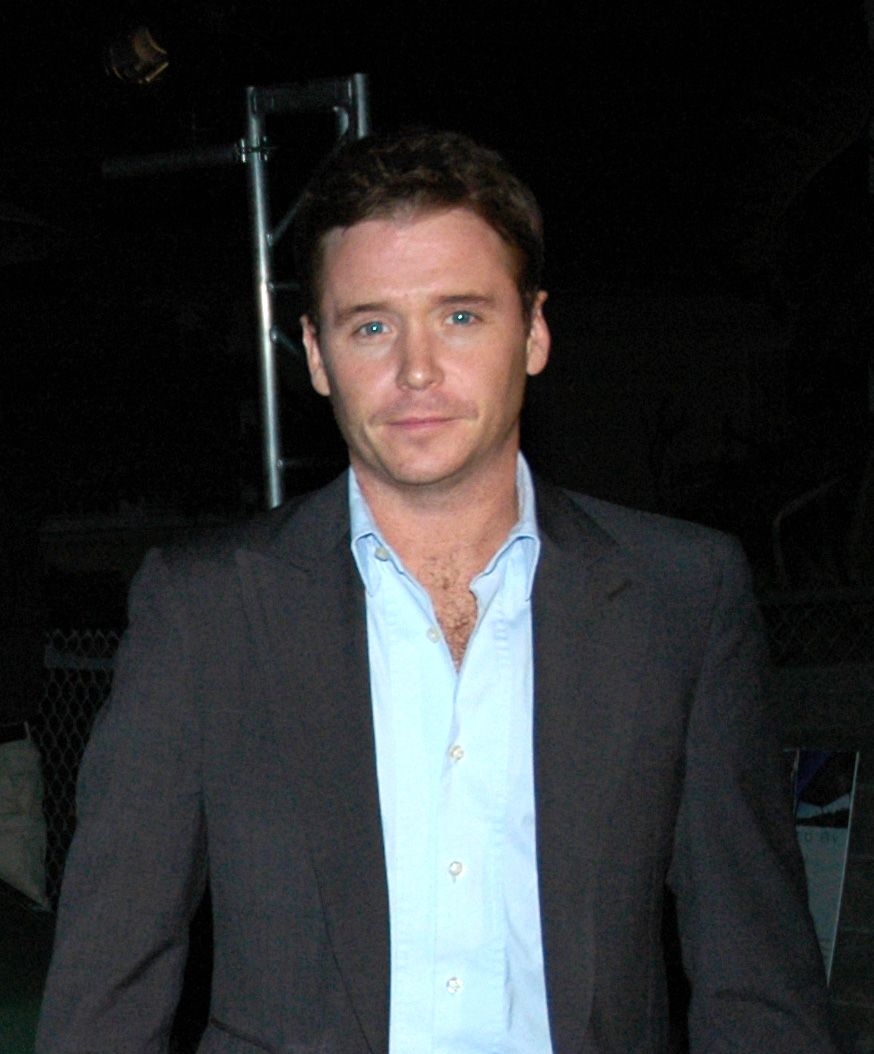
Kevin Connolly spielt Eric Murphy

Eric ist ein Jugendfreund von Vincent. Er hat nach der Schule kurzzeitig ein College besucht, dieses aber ohne Abschluss verlassen. Anschließend hat er bei einer Pizza-Schnellrestaurant-Kette (Sbarro) Arbeit gefunden und wurde Manager eines Restaurants (dieser Tätigkeit verdankt er den Spottnamen „Pizzajunge“). Eric folgte Vincent erst nach Los Angeles, als dieser bereits erfolgreich war. Vincent hat ihn eingeladen, weil er Erics Urteil mehr vertraut, als er es bei einem Manager auf reiner Lohnbasis tun könnte. Eric ist der Bodenständige in der Gruppe. Zu Handlungsbeginn erhält er von Vincent eine geringe feste wöchentliche Aufwandsentschädigung. Dafür erledigt er für Vincent eine Vorauswahl der Drehbücher und vertritt ihn bei Verhandlungen. Später wächst er mehr und mehr in seine Aufgabe hinein und wird Produzent eines Films (Medellin). Er versucht von Vince unabhängiger zu werden und managt für kurze Zeit auch Anna Faris, verliebt sich jedoch in diese. So scheitert dieser Versuch. Auch das Management für einen jungen Comedian hilft ihm nicht zum Erfolg abseits von Vince. Später verhilft ihm seine Freundin Sloan zu einem Job in einer großen Management-Agentur (Murray Berenson), wo er schnell zum Partner aufsteigt.
Nach dem Bruch mit den McQuewicks gründet er gemeinsam mit seinem Partner Scott Lavin eine eigene Agentur Murphy Levinson (ML). Dort kollidieren jedoch seine persönlichen Angelegenheiten mit den geschäftlichen. So feuert er den Klienten Johnny Galecki, weil er denkt, dass dieser mit Sloan zusammen sei und hat Sex mit seiner Klientin Melinda Clarke, der Ex-Frau von Terrence McQuewick. Am Ende der Serie bleibt offen, ob E bei ML bleibt.

#### Vincent „Vince“ Chase

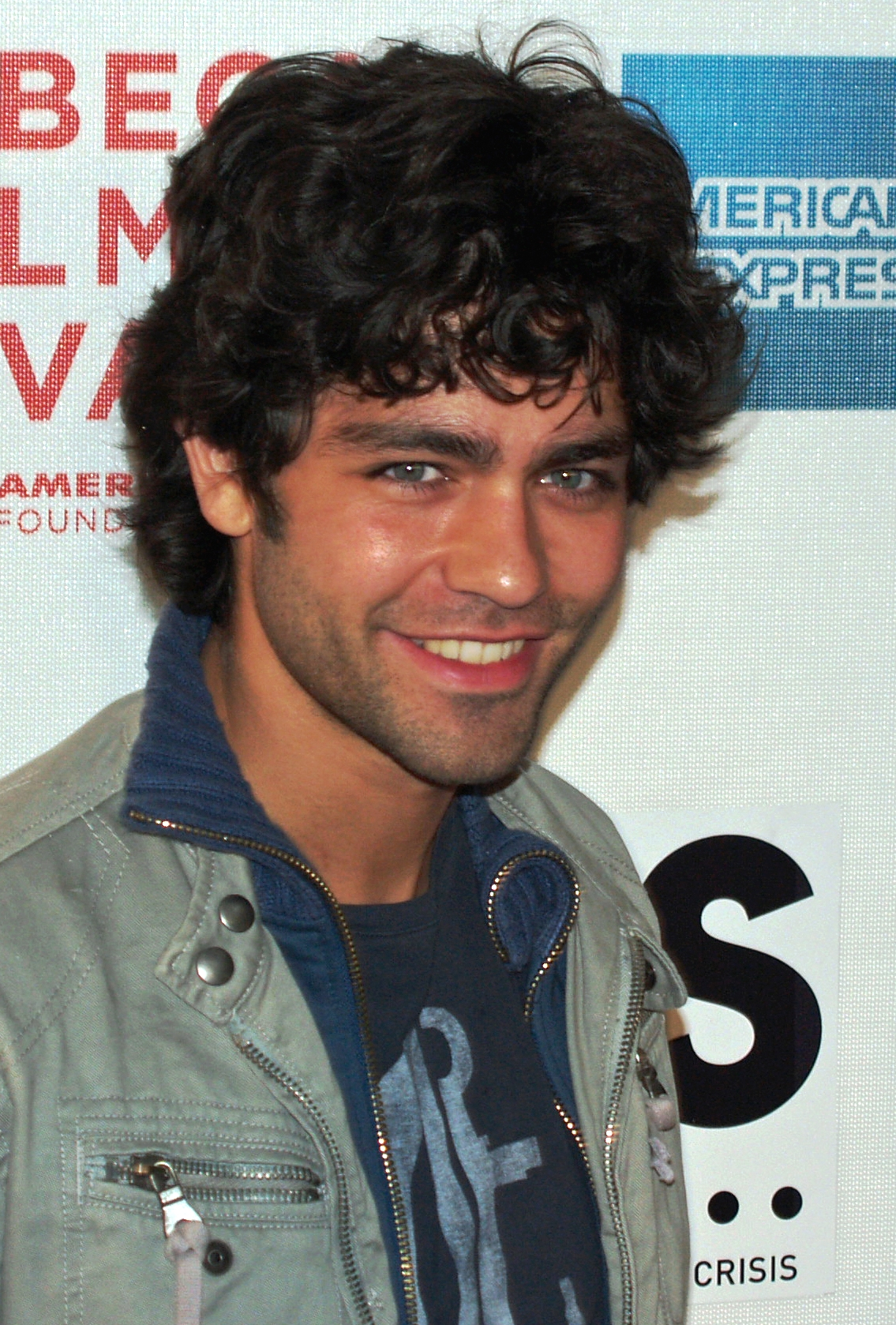
Adrian Grenier spielt Vincent Chase

Vincent ist ein junger Mann, der in bescheidenen Verhältnissen in Queens aufgewachsen ist. Über seinen Vater ist nichts bekannt. Seine Mutter lebt jedoch weiterhin in Queens. Sie ist auch die Mutter von Johnny Chase. Vincent ist großzügig. Es ist ihm unangenehm, für seine Arbeit soviel Geld zu bekommen. Daher überlässt er geschäftliche Verhandlungen meist Eric. Nicht selten muss er jedoch zwischen dem ernsthaften Eric auf der einen und den eher leichtlebigen Freunden Johnny und Turtle auf der anderen Seite vermitteln. Es ist eine unausgesprochene Regel, dass nur Eric Vincent bei geschäftlichen Treffen begleitet. Ansonsten genießt Vincent die Möglichkeiten, die sein Reichtum und seine Bekanntheit ihm bieten.
Obwohl Vince im Allgemeinen sehr promisk lebt, zeigt sich jedoch gelegentlich eine romantische Ader. In der zweiten Staffel wird bekannt, dass er Mandy Moore nach fünf Wochen Beziehung einen Antrag machte. Außer mit Mandy Moore führt Vince im Verlauf der Serie noch zwei echte Beziehungen. Einen Großteil der siebten Staffel ist Sasha Grey seine Freundin. Am Ende der Serie will Vince nach einem einzigen Date die Vanity-Fair-Redakteurin Sophia heiraten.

#### Johnny „Drama“ Chase

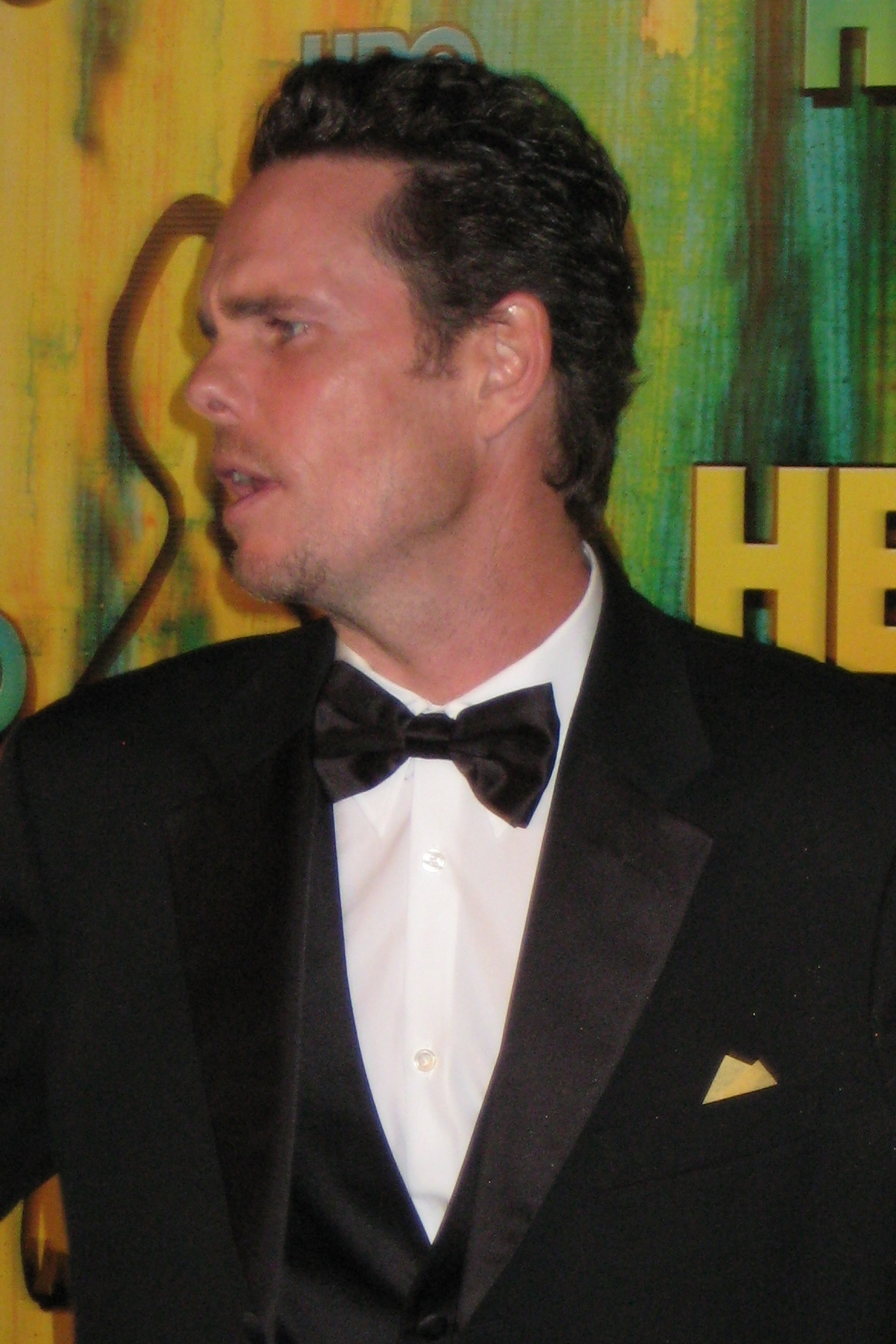
Kevin Dillon spielt Johnny Chase

Johnny ist Vincents älterer Halbbruder. Wie er zu seinem Spitznamen Drama (oft auch Johnny Drama) gekommen ist, ist nicht bekannt. Er scheint ihn jedoch zu Zeiten seiner eigenen Karriere erworben zu haben. Zudem benimmt sich Johnny häufig melodramatisch. Vor Jahren hatte er einigen Erfolg als Serienschauspieler, hauptsächlich in einer (fiktiven) Fantasy-Serie namens Viking Quest. Dazu kam eine wiederkehrende Rolle in Melrose Place. Doch irgendwann blieben die Rollenangebote aus und Drama musste seinen Lebensstil anpassen. Er vermisst das feine Leben jedoch sehr und lässt kaum eine Gelegenheit aus, vom Luxus vergangener Tage zu schwärmen. In der Gruppe fühlt er sich als Koch berufen. Er nimmt von seinem Bruder kein Geld, wohnt aber mietfrei in dessen Haus und versucht aus jeder Geschäftsbeziehung von Vincent auch eine Rolle für sich zu ziehen. Gegen Ende der 3. Staffel macht sich dies bezahlt, als er Darsteller in der erfolgreichen Serie Five Towns wird und sich dadurch eine neue Wohnung kaufen kann. Aufgrund seines Temperaments wird er jedoch nach einigen Staffeln gefeuert. Später bekommt er seine eigene Comic-Serie, in der er einem Affen die Stimme verleiht.

#### Salvatore „Turtle“ Assante
Turtle ist ein Schulfreund von Vincent, er ist gleich zu Anfang mit ihm nach Los Angeles gekommen. Er erhält wie Eric eine Aufwandsentschädigung von Vincent (allerdings deutlich geringer), dazu fallen für ihn diverse Geschenke ab, die Vincent erhält, aber nicht selber nutzt. Dafür ist Turtle der Fahrer der Gruppe und auch sonst eher der Mann fürs Grobe (Koffer tragen und dergleichen). Turtle hat zahlreiche Leidenschaften: Videospiele, eine kleine Sammlung seltener (personalisierter) Sportschuhe. In der 2. Staffel wird Turtle Manager des Rappers Saigon, der allerdings bald abgeworben wird. Aufgrund des Wunsches nach mehr Eigenständigkeit besucht Turtle in der 6. Staffel das College und macht sich danach mit einem Limousinenservice, der ausschließlich Models als Fahrerinnen beschäftigt, selbstständig. Diesen muss er jedoch schon bald aus finanziellen Gründen wieder aufgeben, doch mit seinen weiteren Unternehmungen ist er erfolgreicher. Durch seine Kontakte kann er Mark Cuban als Investor für einen Tequila-Hersteller gewinnen. Das Unternehmen expandiert und macht Turtle nach dem Börsengang zum Millionär.
Zu Beginn der Handlung hat Turtle nicht sonderlich viel Erfolg bei Frauen und profitiert diesbezüglich hauptsächlich davon, dass er zu Vincents Clique gehört. Mit der Zeit steigt allerdings sein Selbstbewusstsein und er führt in den späteren Staffeln mehrere Beziehungen, eine davon mit Jamie-Lynn Sigler.

#### Ariel „Ari“ Gold

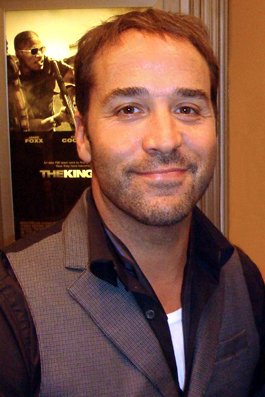
Jeremy Piven spielt Ari Gold

Ari ist Vincents Agent. Er stammt aus Chicago und hat in Harvard Jura studiert. Ari ist verheiratet, hat zwei Kinder (eine Tochter im Teenager-Alter sowie einen kleinen Sohn). Seine Frau, eine ehemalige Soap-Darstellerin, brachte Geld mit in die Ehe. Ari hat Vincent entdeckt. Er hält ihn zu großem befähigt und betrachtet ihn als seinen wichtigsten Klienten und betont häufig, dass Vince der einzige seiner zahlreichen Klienten ist, an dem ihm persönlich etwas liegt. Nachdem Ari für eine kurze Weile von Vince gefeuert, anschließend jedoch wieder eingestellt wurde, wird immer wieder deutlich, dass die beiden nicht nur eine geschäftliche, sondern auch eine freundschaftliche Beziehung haben. In der harten Agentenbranche fürchtet er jedoch ständig, dass ihm jemand Vincent abwerben könnte. Ari ist ein Workaholic und steht ständig unter Strom. Er ist ein Zyniker, der regelmäßig seine Geschäftspartner und Angestellten tyrannisiert und offensichtlich Spaß dabei empfindet. Dabei wirft Ari mit Obszönitäten um sich und kann keinen noch so absurden Gedanken bei sich behalten. Durch seine Art hat er sich im Laufe der Zeit viele Feinde in Hollywood gemacht, es jedoch auch zu erheblichem Einfluss gebracht.
Ari war anfangs (bis Ende Staffel 2) Partner einer namhaften Agentur (TMA), bei der er sich über Jahre hochgearbeitet hat. Später hat er sich jedoch selbstständig gemacht und mit einer seiner ehemaligen Konkurrentinnen Barbara Miller die größte Agentur in Hollywood gegründet. Später fusioniert er mit der angeschlagenen TV-Agentur seines alten Freundes Andrew Klein, wodurch dieser ebenfalls Partner bei MGA (Miller Gold Agency) wird. Am Ende der Serie verlässt Ari seine Agentur um seine Ehe zu retten. Er bekommt den Posten des Chairman & CEOs von Warner Bros. angeboten. Es bleibt jedoch offen ob er diesen annimmt.
Sein Familienleben leidet zunehmend unter Aris Arbeitssucht. So vergisst Ari Geburtstage und andere wichtige Termine. Wenn er sich mal vorgeblich um seine Kinder kümmert, hat er häufig Geschäfte im Sinn. Aris Frau hegt Argwohn gegen die enge Zusammenarbeit Aris mit seiner Jugendliebe Dana Gordon. Auch eine Paartherapie kann schließlich nicht mehr helfen, so dass sich seine Frau am Ende der siebten Staffel von ihm trennt. Ari kehrt daraufhin kurzzeitig zu Dana zurück. Die Beziehung zerbricht sehr schnell wieder und Ari kann in der letzten Folge seine Frau davon überzeugen die geplante Scheidung abzusagen und stattdessen gemeinsam nach Italien zu gehen.
Im Abspann der letzten Folge bekommt Ari, der mit seiner Frau in Italien ist, einen Anruf vom CEO von Warner Bros., der Ari das Angebot macht seinen Platz als CEO einzunehmen, da er selber in den Ruhestand gehen will. Er lässt Ari eine Woche Zeit um sich zu entscheiden.

### Nebenrollen

#### Shauna Roberts
Shauna ist Vincents Publizistin, bleibt aber im Gegensatz zu Ari eher im Hintergrund. Sie ist sehr zynisch, kümmert sich aber fast mütterlich um Vince, während sie für den Rest der Clique eher Verachtung empfinden zu scheint. Shauna bekommt im Verlauf der Serie drei Kinder von verschiedenen Vätern, die sie neben ihrem Beruf allein erzieht. Sie befindet sich häufig in Begleitung ihrer Assistentin namens Christy.

#### Billy Walsh
Billy ist ein Independentfilm-Regisseur, Kameramann und Drehbuchautor. Seit seinem ersten Film gilt er als Wunderkind. Queens Boulevard ist sein zweites Filmprojekt. Er ist ein kantiger Typ mit dem Vincent und insbesondere Eric schwer zurechtkommen. Er ist von Vincent von Anfang an begeistert hält jedoch Eric für einen biederen Buchhalter, der jeglicher Kreativität mit seinem Budgetdenken im Wege steht. Die Spannungen zwischen den beiden eskalieren mit dem Flop von Medellin und so wird das dritte Walsh/Chase-Projekt abgebrochen, da Vincent zu seinem Freund steht. Unter dem Pseudonym Wally Balls dreht er zwischendurch Pornofilme und pflegt auf Kosten seiner wohlhabenden Familie einen dekadenten Lebensstil mit Prostituierten, teuren Hotels und Autos.

#### Lloyd Lee
Lloyd wird Aris Assistent zu Beginn der zweiten Staffel. Seine wohlhabende Familie hat ihm eine exzellente Ausbildung (Kunstgeschichte und BWL) ermöglicht. Obwohl Ari ständig Witze über Lloyds Abstammung und sexuelle Orientierung (Lloyd ist Chinese und schwul, Ari bezeichnet ihn aber auch gerne als Japaner, Koreaner etc.) macht, ist er äußerst loyal zu ihm, da er hofft, eines Tages ebenfalls als Agent arbeiten zu können. Doch auch Ari kümmert sich um Lloyd. So feuert er einen Klienten, als dieser Lloyd belästigt und deckt Lloyds Untreue gegenüber dessen Lebenspartner.
In der sechsten Staffel verlässt Lloyd Ari (und MGA), da dieser ihn nicht befördern wollte. Er wird Agent bei TMA (Aris alter Agentur) und wird nach der Fusion von TMA mit MGA als einer von wenigen Agenten übernommen.

#### Sloan McQuewick
Sloan ist die Tochter des schwerreichen Terrence McQuewick und lebt während sie Wohltätigkeitsveranstaltungen organisiert in Wirklichkeit vom Geld ihres Vaters. Auf einer dieser Veranstaltungen lernt sie (über Vince) E kennen und die beiden kommen in der zweiten Staffel zusammen. Am Ende der dritten Staffel trennt sie sich zwar von E, da dieser sich nicht ausreichend zu ihr bekennt, kommt aber nicht über E hinweg.
Sie verschafft E über Kontakte ihres Vaters einen Job bei Murray Berenson. Nach einigen Versuchen in der sechsten Staffel kommen die beiden auch wieder zusammen und verloben sich. Die Verlobung wird jedoch nach der siebten Staffel wieder gelöst, weil E sich weigert einen von Sloans Vater vorgelegten Ehevertrag zu unterschreiben.
Zu diesem Zeitpunkt ist Sloan bereits von E schwanger und möchte nun ihr Kind alleine in New York großziehen. Vince, Drama und Turtle können sie aber am Ende der Serie überzeugen E noch eine Chance zu geben.

#### Mrs. Ari Gold
Gespielt von Perrey Reeves
Aris Ehefrau ist eine ehemalige Seriendarstellerin. Sie gab ihren Beruf auf, als sie Ari heiratete. Mrs. Gold stammt aus einem reichen Elternhaus und lebt daher selbstverständlich den gehobenen Lebensstil einer Hausfrau aus Beverly Hills. Ein zwischenzeitliches Comeback als Schauspielerin gibt sie Ari zuliebe schließlich auf. Obwohl sich Ari und Mrs. Ari absolut treu sind steht ihre Ehe häufig unter Spannung, da sie von Ari verlangt sich mehr seiner Familie zu kümmern. Ende der 7. Staffel trennen sich die beiden schließlich vorläufig. Sie hält sich aus geschäftlichen Angelegenheiten weitgehend raus, pflegt jedoch ein gutes privates Verhältnis zu Lloyd. Ihr Vorname wird erst im Serienfinale bekannt; er lautet Melissa.

#### Terrence McQuewick
Terrence hat sich von einem Einwanderer ohne Schulabschluss zum Milliardär und Inhaber einer der größten Agenturen Hollywoods hochgearbeitet. Zu Beginn der Serie genießt er eigentlich schon den Ruhestand und lässt Ari Gold das Tagesgeschäft bei der Terrence McQuewick Agency (TMA) erledigen.
Als er jedoch Vince kennenlernt, mischt er sich wieder stärker ein und verärgert damit Ari. Nach Aris Abgang bei TMA verweigert Terrence ihm die Abfindung und es kommt zu einer längeren Fehde zwischen den beiden. Da Terrence die Lust am Arbeiten jedoch bald wieder verloren hat, stimmt er schließlich dem Verkauf von TMA an Ari und der Fusion mit MGA zu.

#### Amanda Daniels
Gespielt von Carla Gugino
Amanda wird Vincents Agentin, nachdem er Ari gefeuert hat. Nach einer Affäre mit Vincent und einem Streit (über Medellin) ist diese Geschäftsbeziehung schnell beendet. Als konkurrierende Agentin sieht sie Ari als ihren Feind an, zieht jedoch mehrfach den kürzeren gegen ihn.

#### Dana Gordon
Dana Gordon ist zu Anfang der Serie Leitende Angestellte bei Warner Brothers. Sie hatte eine Beziehung mit Ari vor dessen Heirat und pflegt seitdem eine Hassliebe zu diesem. Daher gibt sie im Zuge der Verhandlungen um den Film I wanna be sedated (ein Film über die Band The Ramones) geheime Details des Studios an Ari preis und wird gefeuert. Später sorgt Ari jedoch dafür, dass sie nach dem Tod Alan Grays Präsidentin bei Warner Bros. wird.

#### Josh Weinstein
Josh Weinstein ist ein ehemaliger Assistent von Ari und inzwischen ein konkurrierender Agent. Er versucht immer wieder Vincent abzuwerben und steckt diesem daher Informationen zu, die Ari ihm verschwieg. Josh gab Eric das Skript zu Queens Boulevard und hat damit seinen Anteil am Zustandekommen des Projekts.

#### Adam Davies
Adam ist ebenfalls Agent bei TMA. Er wird angewiesen, Drama zu vertreten und führt diese Aufgabe nur sehr lustlos aus, da er weiß, dass Drama nur wegen seiner Verwandtschaft zu Vince von TMA vertreten wird.
Als Ari bei TMA aussteigen will, verrät Adam den Plan an Terrence McQuewick und wird dadurch endgültig zu Aris Todfeind, steigt aber bei TMA deutlich auf. Auch von der geplanten Vergrößerung von Aris Agentur erfährt er und versucht Ari damit zu erpressen, damit Terrence es nicht erfährt. In der Folge kommt es zu einer Schlammschlacht zwischen ihm und Ari, die sogar in Handgreiflichkeiten auswächst.
Nach der Fusion von TMA mit MGA wird Davies von Ari gedemütigt und schließlich gefeuert.

### Gastrollen
Zahlreiche Schauspieler haben im Verlauf der Serie einen Auftritt als fiktionale Versionen ihrer selbst.

#### Mandy Moore
Vor Beginn der Handlung hat Vince sie bei einem Dreh kennengelernt und sie waren eine Weile zusammen.
Nachdem sie als Ko-Star für Aquaman gebucht wird, kommt heraus, dass Vince ihr damals einen Heiratsantrag gemacht hatte, den sie abgelehnt hat. Vor Beginn des Drehs kommen die beiden noch einmal für eine kurze Zeit zusammen, doch Mandy entscheidet sich für ihren Verlobten. Vince weigert sich daraufhin zunächst Aquaman zu drehen, lässt sich jedoch von E überzeugen, da seine Karriere sonst in ernsthafter Gefahr sei.

#### Sasha Grey
In der siebten Staffel lernt Vince Sasha in einer Bar kennen und die beiden werden ein Paar. Die anderen Jungs halten sie zunächst für gefährlich, freunden sich dann jedoch ebenfalls mit ihr an. Die beiden trennen sich jedoch, als Sasha beschließt wieder Pornofilme zu drehen.

## Synchronisation
| Schauspieler   | Rolle                | Synchronsprecher                                            |
| -------------- | -------------------- | ----------------------------------------------------------- |
| Adrian Grenier | Vincent Chase        | David Turba                                                 |
| Kevin Connolly | Eric 'E' Murphy      | Wanja Gerick                                                |
| Kevin Dillon   | Johnny 'Drama' Chase | Sebastian Schulz                                            |
| Jerry Ferrara  | Turtle               | Julius Jellinek                                             |
| Jeremy Piven   | Ari Gold             | Karlo Hackenberger                                          |
| Rex Lee        | Lloyd Lee            | Marius Clarén                                               |
| Perrey Reeves  | Mrs. Gold            | Heike Beeck (Staffel 1–6), Ulrike Stürzbecher (Staffel 7–8) |
| Debi Mazar     | Shauna Roberts       | Schaukje Könning                                            |

## Fiktive Produktionen
Im Rahmen der Serie wird – neben realen Film- und Fernsehproduktionen – immer wieder auf fiktive Produktionen verwiesen, bei denen Johnny oder Vincent mitgewirkt haben. Von den Filmen tauchen nur vereinzelt Szenen in der Serie auf, selbst die genaue Handlung wird meist nicht angegeben.

### Viking Quest
Diese fiktive Fernsehserie ist der größte Erfolg in Johnny Chases Karriere. Es handelt sich um eine Fantasy-Serie mit 22 Episoden, die mittlerweile (innerhalb der Handlung von Entourage) auf DVD veröffentlicht wurde. Sie hat eine kleine Anhängerschaft, die dafür sorgt, dass die Schauspieler zu Conventions eingeladen werden, war jedoch in Europa ein größerer Erfolg. Die Tantiemen und Convention-Gagen sind heute eine der Haupteinnahmequellen für Johnny. Dieser spielte die Rolle des Tarvold, der den charakteristischen Ausruf „VICTORY!!!“ benutzte.

### Head On
Vincents erster Hollywood-Film, für den er 2 Mio. US-Dollar Gage erhielt. Der Film wurde vor Handlungsbeginn von Entourage gedreht, die Handlung der Serie setzt mit der Premiere des Films ein. Die weibliche Hauptrolle im Film spielt Jessica Alba.

### Queens Boulevard
Die Dreharbeiten zu Queens Boulevard sind zwischen der Handlung der ersten und zweiten Staffel von Entourage angesiedelt. Queens Boulevard ist ein Independent-Projekt, das Vincent Chase sehr am Herzen lag. Die Hauptfigur hat eine vergleichbare Herkunft wie er (aus ärmlichen Verhältnissen in Queens, New York). Der Regisseur, Billy Walsh, ist jedoch ein eher verschrobener junger Wilder mit diffusen eigenen Vorstellungen des Projektes. Der Film wurde in schwarz-weiß gedreht und hat mehr als vier Stunden Laufzeit. Er wurde beim Sundance Film Festival uraufgeführt. Studioverantwortliche wollten – nach Vincents Popularitätssprung durch seinen folgenden Film Aquaman – den Film in nachkolorierter und geschnittener Form veröffentlichen. Vincent und der Regisseur verweigerten sich jedoch dem Ansinnen, so dass der Film nicht einem allgemeinen Kinopublikum zugänglich gemacht wurde. Neben Johnny Chase spielen laut dem Filmposter in Erics Büro außerdem die real existierenden Schauspieler Ethan Suplee, Katie Holmes, Robert Redford, Zooey Deschanel und Robert Duvall in Queens Boulevard, was jedoch in der Serie nicht weiter thematisiert wird.
Das bekannte Zitat von Eddy (Vincent Chase) „Are you kidding? I am Queens Boulevard“ wird im Verlauf der Serie immer wieder aufgegriffen. Der Zuschauer kriegt nur wenige Szenen aus Queens Boulevard zu sehen, aber diese Szene im verregneten Queens wird immer wieder gezeigt.

### Aquaman
Die Dreharbeiten zu dem Film sind handlungstechnisch zwischen der zweiten und dritten Staffel von Entourage angesiedelt. Der Film ist ein Superheldenfilm basierend auf der Comicfigur Aquaman und wird im Rahmen der Handlung der Serie häufig mit Spider-Man verglichen. Die weibliche Hauptrolle spielt Mandy Moore, der Regisseur des Multi-Millionen-Dollar Projektes ist James Cameron. Auf Filmpostern in späteren Staffeln wird außerdem Ray Liotta als weiterer Darsteller genannt. Der Film hat einen erfolgreicheren Start als Spider-Man und wird zum umsatzstärksten Film der Geschichte. Die Fortsetzung A2 wird von Michael Bay realisiert. Vincent war zwar eigentlich für drei Filme der Reihe verpflichtet worden, wurde aber wegen Streitereien mit dem Studio nach dem ersten Teil gefeuert. Seine Rolle wurde von Jake Gyllenhaal übernommen, die Fortsetzungen können aber offenbar keine größeren Erfolge verbuchen.

### Five Towns
Five Towns ist die zweite Serie in der Johnny Chase erfolgreich mitspielt. Die fiktive Serie wird von NBC produziert. Die Pilotfolge wurde von 16 Millionen Zuschauern verfolgt, wodurch der Sender weitere Staffeln produzierte. Allerdings stieg Johnny Chase nach drei Staffeln aus, nachdem er ein scheinbar sicheres Angebot für die Neuauflage von Melrose Place erhalten hatte. Dort wird er aber, obwohl sein Vorsprechen positiv verlaufen war, doch abgelehnt, da er zu alt sei.

### Medellin
Medellin ist ein Mafiafilm über Pablo Escobar, den Vincent gerne vor Aquaman 2 drehen möchte. Allerdings kollidiert dieser Film zeitlich mit dem Drehplan von A2. Bei den Verhandlungen über eine Verschiebung der Dreharbeiten von Aquaman 2 belügt der Studiodirektor von Warner Vincent, was schließlich die Ursache des Streits ist, der zur Entlassung von Vincent führt. Nach weiteren Verhandlungen mit verschiedenen möglichen Produzenten beschließt Vincent das Skript von Medellin zu kaufen und den Film zusammen mit seinem Freund „E“ selbst zu produzieren. Um den Kaufpreis von 5 Mio. US-Dollar aufzubringen verkauft Vincent seine Villa und die Jungs ziehen in die von seinem Bruder neu gekaufte (kleinere) Wohnung ein. Die 4. Staffel beginnt mit endenden Dreharbeiten von Medellin und handelt im Wesentlichen von den Bemühungen, einen Käufer für Medellin zu finden. Am Ende der 4. Staffel feiert Medellin beim Filmfestival von Cannes Premiere. Der Film entwickelt sich zu einem totalen Flop und Vincent Chase hat zu Beginn von Staffel 5 Probleme eine neue Rolle zu finden, da Filmangebote ausbleiben.

### Smokejumpers
Nach dem Desaster mit Medellin bekommt Vince durch Dana Gordon die zweite Hauptrolle in der Warner-Produktion Smokejumpers, als Dank dafür, dass sie durch Ari Studiochefin wurde. Das Originaldrehbuch wurde von zwei vorher unbekannten Autoren geschrieben, die Eric entdeckte und unter Vertrag nahm. Nachdem sich Warner die Rechte daran sicherte, ließ es das Buch jedoch komplett umschreiben, um einen Action-Film daraus zu machen. Die Hauptrolle spielt Jason Patric. Als Regisseur wird der deutsche Verner Vollstedt (Stellan Skarsgård) verpflichtet, der sich am Set sehr bald als Diktator aufführt. Nachdem die Lage am Set immer weiter eskaliert, wird das Projekt vom Studio nach wenigen Drehtagen abgebrochen.

### The Great Gatsby
Im Zeitraum zwischen Staffel 5 und 6 dreht Vincent ein Remake des Films The Great Gatsby, basierend auf dem gleichnamigen Roman von Francis Scott Fitzgerald. Vincent spielt die Rolle des Nick Carraway. Regisseur ist Martin Scorsese. Das in der Serie fiktive Remake wurde später tatsächlich mit Tobey Maguire als Nick Carraway vom Regisseur Baz Luhrmann gedreht und kam 2013 in die Kinos.

### Ferrari
Vincent dreht diesen Film zwischen den Staffeln 6 und 7. Er erzählt die Lebensgeschichte des Ferrari-Gründers Enzo Ferrari. Vince macht für diesen Film extra den Führerschein.

### Johnny’s Bananas
Johnny’s Bananas ist eine Comicserie über anthropomorphe Affen. Johnny spricht dabei die gleichnamige Hauptfigur. Billy Walsh entwickelte, zeichnet und schreibt die Serie. Phil Yagoda ist der Produzent.
Johnny weigert sich zunächst, die Rolle zu sprechen, da er lieber spielen möchte und sich selbst nicht lustig findet. Er lässt sich aber von Erics Assistentin Jenny überzeugen.

## Stilmittel
Entourage ist eine Single Camera Comedy. Im Gegensatz zu den meisten anderen Serien dieses Genres (etwa Sex and the City, Scrubs – Die Anfänger) wird jedoch auf Voice-over komplett verzichtet. Die Serie verwendet kommerzielle Musik in großem Umfang (viel Rap, aber auch populäre Indierock-Musik). Auffälligstes Stilmittel ist der häufige Einsatz von Gaststars, die sich selbst spielen, etwa Dennis Hopper, Vitali Klitschko, Mike Tyson, Snoop Dogg, Jessica Alba, Mandy Moore, Matt Damon, Ralph Macchio, Mark Wahlberg, Scarlett Johansson, Sasha Grey, Anna Faris, Larry David, Jamie-Lynn Sigler, Gary Busey und Seth Green oder die Regisseure James Cameron, Paul Haggis, Martin Scorsese, M. Night Shyamalan und Peter Jackson. Hinzu kommen bekannte Darsteller wie Malcolm McDowell, Val Kilmer, Stellan Skarsgård, Jason Isaacs, Bob Odenkirk und Martin Landau für diverse fiktive Figuren.

## Ausstrahlung
In den USA wurden die erste Staffel mit acht Episoden zwischen dem 18. Juli 2004 und dem 12. September 2004 auf dem Sender HBO ausgestrahlt. Staffel zwei folgte zwischen dem 5. Juni 2005 und dem 4. September 2005 mit 14 Episoden. Der erste Teil der dritten Staffel wurde zwischen dem 11. Juni 2006 und dem 27. August 2006 mit zwölf Episoden ausgestrahlt. Weitere acht Episoden, die ab März 2007 ausgestrahlt wurden, bringen diese Staffel auf 20 Episoden. Die vierte Staffel (zwölf Episoden) wurde in den USA vom 17. Juni bis zum 2. September 2007 ausgestrahlt. Die Ausstrahlung der fünften Staffel hat HBO am 7. September 2008 begonnen und am 23. November 2008 beendet. Vom 12. Juli bis 4. Oktober 2009 wurde die sechste Staffel ausgestrahlt, welche 12 Episoden beinhaltet und die Serie so auf insgesamt 78 Episoden brachte. Alle sechs Staffeln sind in den USA und Großbritannien komplett auf DVD veröffentlicht worden, die dritte ist dabei auf zwei Boxen aufgeteilt. Die Ausstrahlung der siebten Staffel folgte im Sommer 2010. Die kürzere achte und letzte Staffel wurde vom 24. Juli bis zum 11. September 2011 ausgestrahlt.
Der deutsche Pay-TV-Sender FOX sendete seit dem 2. September 2008 mehrfach alle auf Deutsch synchronisierten acht Staffeln.
Die Synchronisation der Serie findet im Hause der Deutschen Synchron Filmgesellschaft in Berlin statt. Das Anfertigen des Dialogbuches, sowie die Synchronregie übernahm Frank Turba.

## Film
Im Januar 2013 gab Warner Bros grünes Licht für einen Entourage-Kinofilm, der die HBO-Serie fortsetzen wird. Hauptdarsteller und Filmstab entsprechen weitestgehend denen der Serie. Der Film wurde Anfang Juni 2015 in den Vereinigten Staaten in den Kinos veröffentlicht.

## Remake
2016 startete ein südkoreanisches Remake des Senders tvN.

## Auszeichnungen
Entourage wurde in den Jahren 2005–2008 für 17 Emmys nominiert. Wirkliche Auszeichnungen davon gingen 2006, 2007 und 2008 an Jeremy Piven, jeweils als Bester Nebendarsteller in einer Comedy-Serie und 2007 an die Sound-Mixer der Serie. Die Serie wurde in den Jahren 2005–2008 für insgesamt 9 Golden Globes nominiert, die einzige Auszeichnung erhielt 2008 Jeremy Piven als Bester Nebendarsteller – Serie, Mini-Serie oder TV-Film.